# Казалморо
Казалморо (итал. Casalmoro) је насеље у Италији у округу Мантова, региону Ломбардија.
Према процени из 2011. у насељу је живело 1959 становника. Насеље се налази на надморској висини од 47 м.

## Становништво
| 1936. | 1951. | 1961. | 1971. | 1981. | 1991. | 2001. | 2011. |
| ----- | ----- | ----- | ----- | ----- | ----- | ----- | ----- |
| 1.710 | 1.747 | 1.665 | 1.661 | 1.724 | 1.690 | 2.049 | 2.204 |